# Kathedrale San Lorenzo (Lugano)

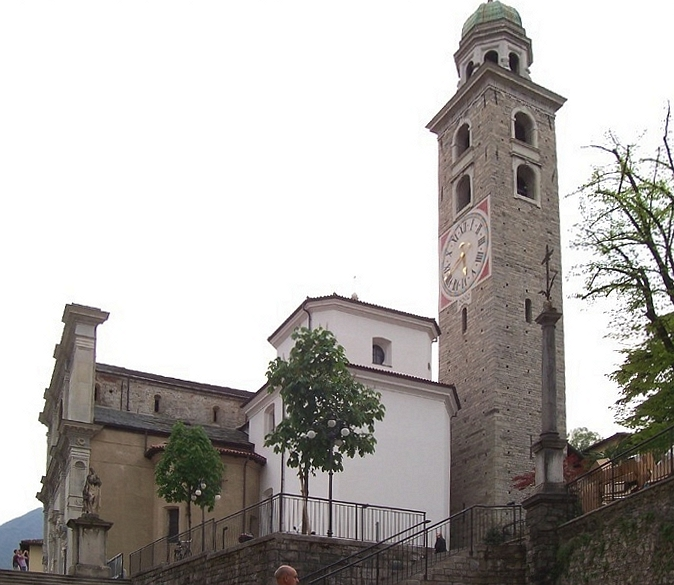
San Lorenzo von Norden mit dem Glockenturm und der Cappella della Madonna delle Grazie (weiß)

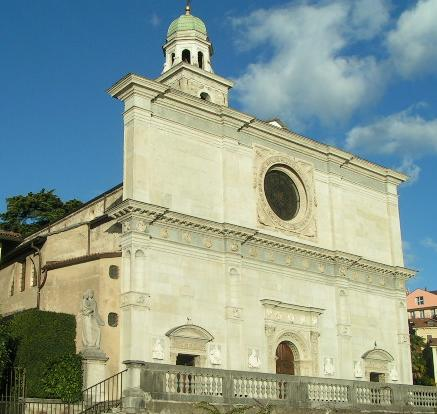
Portalfassade (Ostseite)

Die Kathedrale San Lorenzo ist die Bischofskirche des römisch-katholischen Bistums Lugano in Lugano im Schweizer Kanton Tessin. Sie ist ein Schweizer Kulturgut von nationaler Bedeutung und steht daher unter Denkmalschutz.

## Geschichte
Die Kirche mit dem Patrozinium des heiligen Laurentius wurde im Jahr 818 als Pfarrkirche errichtet. 1078 wurde sie Kollegiatstifts-Kirche. Seit 1884 war San Lorenzo Sitz der Apostolischen Administratur für das Tessin, aus der 1971 das Bistum Lugano entstand. Zwischen 2010 und 2017 wurde die Kathedrale renoviert.

## Architektur und Ausstattung

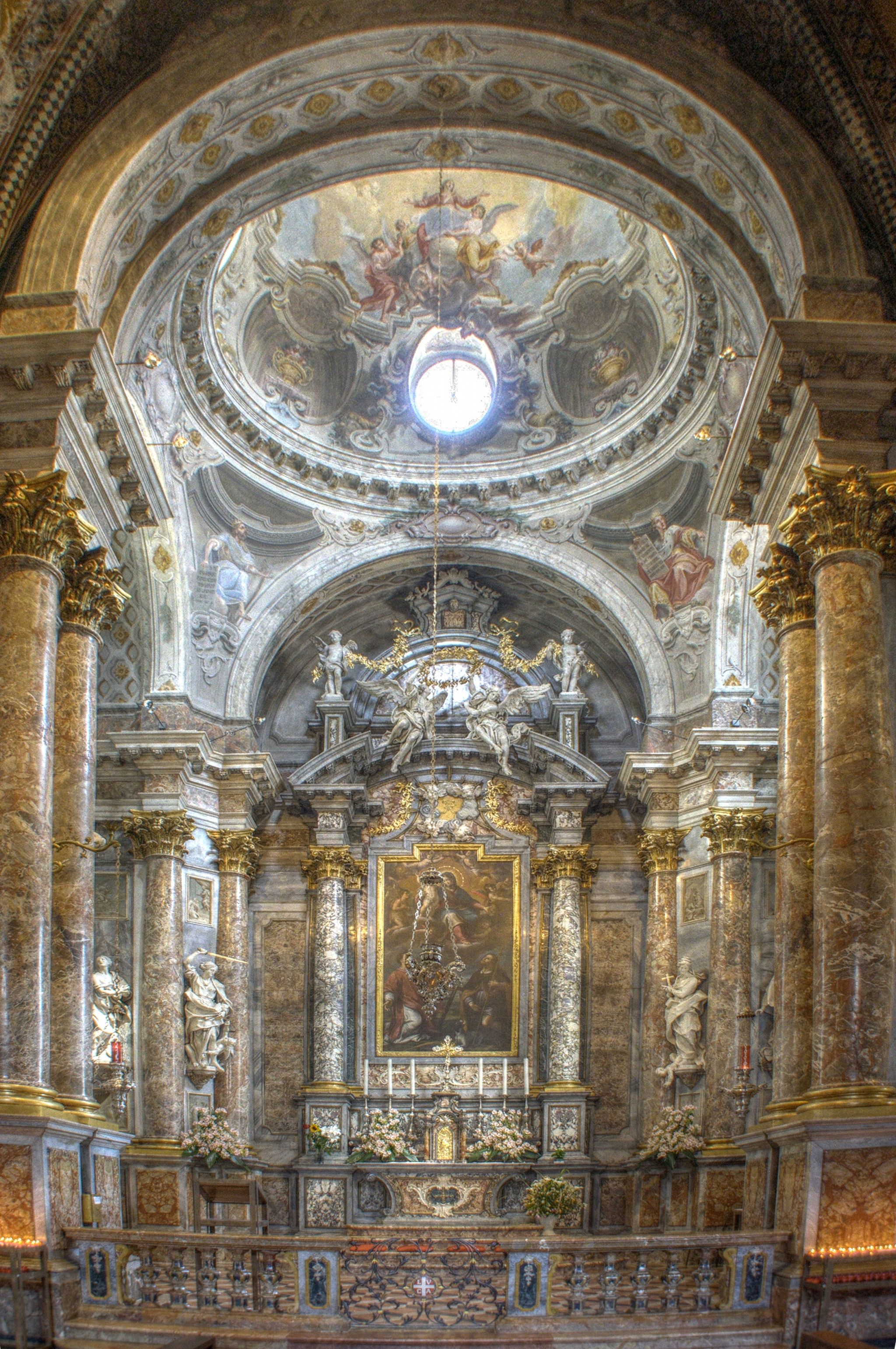
Inneres der Cappella della Madonna delle Grazie

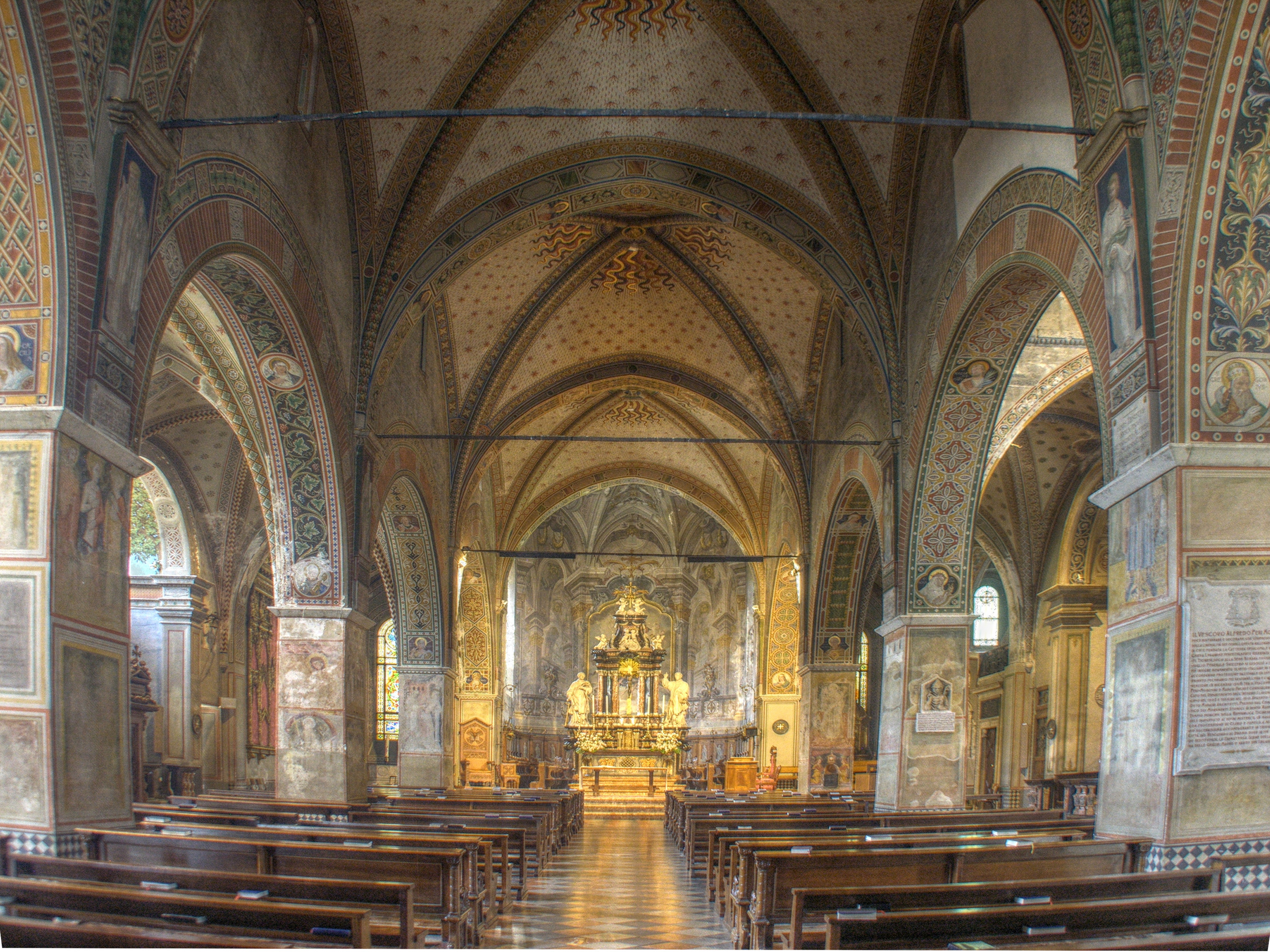
Inneres

Der ursprünglich romanische Bau war geostet. Reste der Apsis wurden bei Ausgrabungen unter dem Kirchplatz gefunden. Im 15. Jahrhundert wurde die Kirche im gotischen Stil erweitert und mit Kreuzgratgewölben versehen. Die Ausrichtung wurde gedreht; der neue Chor wurde im Westen in den Felshang gebaut. 1517 entstand die Renaissance-Fassade mit reichem Figurenschmuck: Reliefs, die dem Stil des Bildhauers Pace Gaggini aus Bissone, einem Schüler von Giovanni Antonio Amadeo, zugeschrieben werden können. Der Turm auf der Nordseite, im Unterbau romanisch, erhielt im 17. Jahrhundert zwei barocke Obergeschosse und eine achteckige Laterne.
Das Innere ist von verschiedenen Stilepochen geprägt. Die Säulen und Bögen des Mittelschiffs sind noch romanisch, der Chor, die Seitenschiffe und Gewölbe gotisch. Barock ist der Hauptaltar und weitere Ausstattungsstücke. Die kuppelbekrönte Cappella della Madonna delle Grazie wurde im 18. Jahrhundert angebaut und enthält reichen spätbarocken Bild- und Figurenschmuck. Eine tiefgreifende Umgestaltung erfolgte in den Jahren 1905 bis 1910. Aus dieser Zeit stammen die neuromanischen Wand- und Gewölbemalereien.
Absatz

## Orgel
Die Orgel wurde 1910 von dem Orgelbauer Mascioni erbaut. Das Instrument hat 27 Register (ca. 2.300 Pfeifen) auf zwei Manualen und Pedal. Die Trakturen sind pneumatisch.

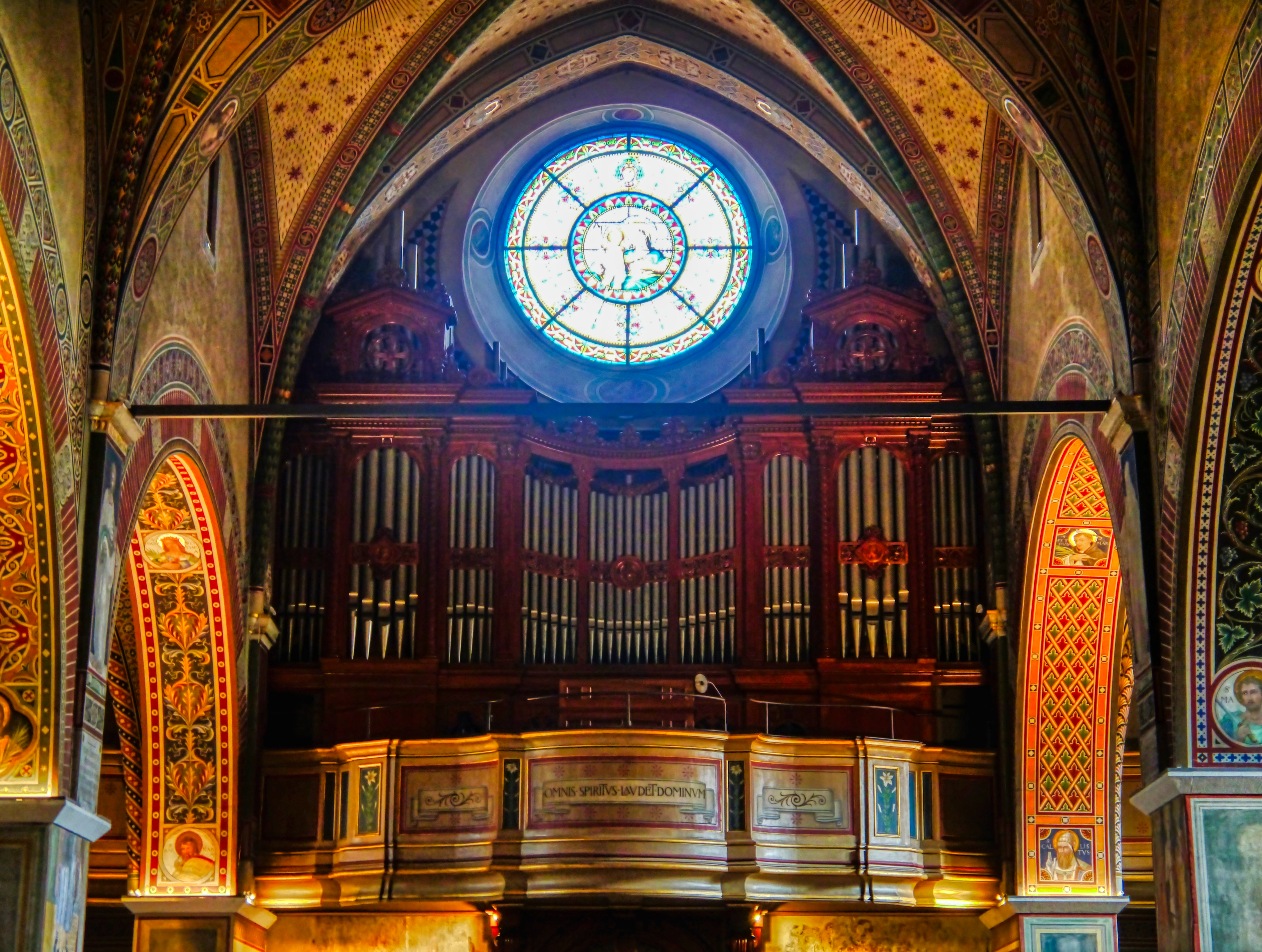
Blick auf die Orgel

| I Hauptwerk C–a3 |               |       |
| 1.               | Principale    | 16′   |
| 2.               | Principale    | 8′    |
| 3.               | Principale II | 8′    |
| 4.               | Flauto        | 8′    |
| 5.               | Dolce         | 8′    |
| 6.               | Ottava        | 4′    |
| 7.               | Flauto        | 4′    |
| 8.               | Nazardo       | 2 ⁄3′ |
| 10.              | Cornetto IV   | 4′    |
| 11.              | Ripieno IV    | 2′    |
| 12.              | Ripieno V     | 1 ⁄3′ |
| 13.              | Tromba        | 8′    |

| II Schwellwerk C–a3 |                 |       |
| 14.                 | Principale      | 8′    |
| 15.                 | Corno Camoscio  | 8′    |
| 16.                 | Bordone         | 8′    |
| 17.                 | Viola           | 8′    |
| 18.                 | Flauto          | 4′    |
| 19.                 | Fugara          | 4′    |
| 20.                 | Sesquialtera II | 2 ⁄3′ |
| 21.                 | Flautino        | 2′    |
| 22.                 | Ripieno V       | 1′    |
| 23.                 | Oboe            | 8′    |
|                     | Tremolo         |       |

| Pedalwerk C–d1 |              |     |
| 24.            | Contrabbasso | 16′ |
| 25.            | Subbasso     | 16′ |
| 26.            | Armonico     | 8′  |
| 27.            | Ottava       | 4′  |
| 28.            | Flautino     | 2′  |

## Glocken
Im Turm der Kathedrale hängt ein neunstimmiges Glockengeläut. Es besteht aus fünf historischen Glocken (16. bis 18. Jahrhundert) und vier als Erweiterung hinzu gegossenen Glocken aus dem Jahr 1909.
| Glocke | Schlagton | Durchmesser | Giesser, Gussort                          | Gussjahr |
| ------ | --------- | ----------- | ----------------------------------------- | -------- |
| 1      | H°        | 1512 mm     | Fratelli Barigozzi, Mailand               | 1909     |
| 2      | cis′      | 1369 mm     | Nicoló Bonavilla e Nicolô Sottile, Lugano | 1628     |
| 3      | dis′      | 1193 mm     | Fratelli Barigozzi, Mailand               | 1909     |
| 4      | e′        | 1170 mm     | Giovanni Battista Sottile, Lugano         | 1716     |
| 5      | fis′      | 1016 mm     | Lothringische Wandergiesser, Lugano ?     | 1593     |
| 6      | gis′      | 885 mm      | Fratelli Barigozzi, Mailand               | 1909     |
| 7      | ais′      | 814 mm      | Pierre Bonneville, Lugano ?               | 1588     |
| 8      | h′        | 739 mm      | Fratelli Barigozzi, Mailand               | 1909     |
| 9      | d″        | 661 mm      | Lothringische Wandergiesser, Lugano ?     | 1612     |